# HD148598
HD148598 — хімічно пекулярна зоря спектрального класу A5, що має видиму зоряну величину в смузі V приблизно  9,5.
Вона  розташована на відстані близько 1181,7 світлових років від Сонця.